# زاحفة الجزائر
زاحفة الجزائر (الاسم العلمي: †Jesairosaurus) هي جنس منقرض من الزواحف القديمة شبيهة الأركوصورات المعروفة من ولاية إليزي في الجزائر. على الرغم من أنها قريبة من الزاحفة طويلة العنق إلا أنه يمكن تمييز هذا الجنس النحيل من عنقه القصير نسبيًا بالإضافة إلى ميزات الجمجمة المختلفة.